# SS Pasteur (1938)
Пастер (SS Pasteur) — пассажирский лайнер компании Compagnie de Navigation Sud-Atlantique.

## Постройка
В 1933 году компания Compagnie de Navigation Sud-Atlantique потеряла в пожаре свой самый крупный лайнер "L'Atlantique" (42 тыс.брт). Три года продолжались суды со страховщиками, прежде чем было признано, что судно невозможно восстановить и оно подлежит списанию. В 1936 году компания решила обзавестись новым судном для южноамериканских линий, где ему предстояло конкурировать с «SS Cap Arcona» и «RMS Andes». Постройка была начата в 1938 году на верфи Chantiers de l'Atlantique в Сен-Назере. 15 февраля этого года лайнер был крещен как «Пастер», в честь Луи Пастера. Пожар в марте 1939 года задержал ввод его в строй до августа 1939 года, перед самой войной.

## Эксплуатация
Начало войны привело к задержке в начале эксплуатации лайнера. Вместо рейса в Буэнос-Айрес судно должно было доставить 200 тонн золота в Галифакс. После падения Франции английское правительство конфисковало судно и передало его под управление Cunard White Star.

## Вторая мировая война
Лайнер использовался как войсковой транспорт и госпитальное судно на рейсах между Канадой, Южной Америкой, Южной Африкой и Австралией. Всего за годы войны «Пастер» перевез около 300 тысяч человек. Обычно судно действовало без эскорта и вне конвоев. В октябре 1941 года оно перевезло 20 тысяч британских военнослужащих из Канады в Сингапур. Также лайнер перевез 2000 военнопленных в канадские лагеря. Также он перевозил военнопленных из Суэца в Южную Африку. Всего было перевезено 10 тысяч британцев 8-й армии и 5 тысяч американцев 1-го армейского корпуса. Судно прошло 370,667 миль за время войны, перевезя 220 тысяч солдат и 30 тысяч раненых.

## После войны
После войны «Пастер» несколько месяцев перевозил в Северную Америку американские и канадские части, пока не вернулся в октябре 1945 года к своим владельцам, однако продолжала использоваться как войсковой транспорт, перевозя французские части во Вьетнам и Алжир, заслужив в итоге Военный крест. В феврале 1950 года лайнер доставил 4000 голландских солдат из Индонезии на родину. Судно проходило докование в Тулоне в 1956 году и Бресте в 1957 году. Во время Суэцкого кризиса «Пастер» вновь служил войсковым транспортом и принимал штаб операции, находясь в Порт-Саиде, будучи одним из последних судов покинувших район Порт-Саид.

## «Бремен»
В сентябре 1957 года лайнер был продан Norddeutscher Lloyd за 30 миллионов марок. Его перестройка на верфи Bremer Vulkan в Бремене стоила еще 65 миллионов марок. Судно получило новые котлы и турбины максимальной мощностью 60 тысяч л.с., новую электрику, а также новую трубу. Возросла вместимость судна, до 1150 пассажиров (из них 934 в туристическом классе). В июне 1959 года оно прошло ходовые испытания. С 9 июля 1959 года «Бремен» работал на линии Бремерхафен-Саутгемптон-Шербур-Нью-Йорк, всего перевезя за 1960 год 28 тысяч человек при высоком уровне загрузки. Также судно использовалось для круизов в Карибском бассейне и южноамериканских водах. В 1965-66 годах «Бремен» вновь вернулся на верфь, где получил бульбовую оконечность. В 1970 году NDL объединился с Hamburg America Line в одну компанию Hapag Lloyd. В сентябре 1971 года судно совершило свой последний рейс в Нью-Йорк, всего совершив 175 переходов через Атлантику и проведя 117 круизов, прежде чем было продано за 40 миллионов марок греческой Chandris Cruises.

## Дальнейшая эксплуатация
После очередной перестройки «Регина Магна» стала флагманом компании Chandris Cruises и совершала круизы по Средиземному морю, посещая Бейрут, Хайфу, Ираклион, Корфу, Пирей, Дубровник и Венецию. Судно было очень популярным, но свою интенсивную деятельность продолжала недолго, встав на прикол в 1974 году из-за резкого роста цен на топливо.
В 1977 году судно было продано Philippine Singapore Ports Corporation в Саудовской Аравии и было пришвартовано в Джидде, где служило жильем филиппинским рабочим. В 1980 году судно было продано Philsimport International в Гонконге на разделку в Тайвань и затонуло при буксировке в Индийском океане.